# 大橋眞
大橋 眞（おおはし まこと、1953年〈昭和28年〉 - ）は、日本の生物学者、医学者、医学博士。専門は免疫生物学。徳島大学名誉教授。京都大学薬学部を卒業後、同大学院薬学研究科修士課程を修了。東京大学医科学研究所で文部省技官を務めた後、宮崎医科大学医学部助手、徳島大学総合科学部助教授・教授を歴任した。
研究者としては、白血球の遊走因子に関する分子構造の解析などで知られ、2006年には日本工学教育協会から最優秀発表賞を受賞した。
2019年以降、新型コロナウイルス感染症の流行を受けて言論活動を開始し、新型コロナウイルスの存在否定や反ワクチン活動を展開。「新型コロナウイルスを考える会」顧問として活動し、「波動伝統医療協会」特別顧問も務めた。この活動は波紋を呼び、徳島大学は「本学とは一切関係ない」と声明を発表した。
「眞」は「真」の旧字体のため、新字体で大橋 真と表記される場合もある。

## 来歴

### 生い立ち
1953年に生まれる。京都大学薬学部製薬化学科に進学し、1976年に卒業。薬学士の称号を授与された。その後、京都大学大学院薬学研究科修士課程に進み、1978年に修了。薬学修士の学位を授与された。

### 研究者として
大学院修了後、文部省技官として東京大学医科学研究所に勤務した。1979年には宮崎医科大学医学部助手に着任し、寄生虫卵由来の好酸球遊走因子の精製と特性解析をテーマとした博士論文を執筆した。1984年、宮崎医科大学から医学博士の学位を取得した。
1991年、徳島大学総合科学部助教授に就任し、1997年には教授に昇任した。在職中は遺伝子組換え実験安全管理委員会やアイソトープ総合センター運営委員会など、複数の学内役職を兼務した。2019年3月末に徳島大学を退職し、名誉教授となった。

## 研究
専門は生物学であり、特に免疫生物学の分野において研究を行ってきた。白血球の遊走因子に関する研究に取り組み、好酸球や好中球の遊走因子について分子構造の解析を行った。
2006年7月には日本工学教育協会から最優秀発表賞を受賞した。また、徳島生物学会、日本寄生虫学会、日本免疫学会など複数の学術団体に所属し、日本寄生虫学会では評議員を務めた。

## 主張

### 輸血否定
輸血に関して「輸血利権」「売血ビジネス」の存在をほのめかし、生理食塩水などの代替手段が十分に研究されていないと主張している。また、「輸血の量を減らすための研究はタブー視されている」と述べている。しかし、この主張については「大橋氏が知らないだけであり、タブーではない」と指摘されている。輸血用血液は献血によって賄われており、厚生労働省は輸血の適正利用を推進している。

### 新型コロナウイルス否定論
2019年以降、新型コロナウイルス感染症に関する言論活動を展開した。新型コロナウイルス（SARS-CoV-2）の存在そのものを否定し、「新型コロナウイルスは誰も分離していない」と主張している。また、PCR検査について「病原体検査には適さない」と批判し、即時停止を求めた。
さらに、「マスク着用は酸素欠乏を招く」と主張し、日野市議・池田としえ（利恵）らと共同でマスク不着用の講演会を開催した。この活動は、池田の自民党除名の要因となった。
2021年には武田邦彦、吉野敏明、矢作直樹、内海聡、井上正康らとともに「WeRise宣言」を発表した。この宣言では、新型コロナウイルス感染症について「メディアが作り出した怪物」と位置づけ、「PCR検査による陽性者認定の即刻停止」「感染予防対策としてのマスク着用推奨停止」「感染者数公表停止」などを求めた。さらに、この宣言への賛同者を募る署名運動を展開し、2021年11月時点で約885万円の募金を集めた。
また、「新型コロナウイルスを考える会」の顧問として活動しており、この会のウェブサイトを通じて自身の似顔絵が描かれたシャツなど関連グッズの販売を行っている。YouTubeチャンネル「学びラウンジ」では定期的な動画配信を行い、自身の主張を発信している。2024年には講演会で「DIY自然医療」による自己治療を推奨した。「波動伝統医療協会」特別顧問も務めており、波動医学を取り入れた健康法も提唱している。
「HEAVENESE」がYouTubeに投稿した動画『コロナラプソディ Corona Rhapsody feat. 大橋眞（徳島大学名誉教授）』は、ボヘミアン・ラプソディのパロディ版であり、新型コロナウイルスへの世情や政府施策への反対内容が含まれている。

#### COVID-19ワクチン否定
COVID-19ワクチンに関して批判的な主張を展開しており、ワクチン否定本の主要執筆者とされている。2021年の著書『新型コロナワクチンの闇』では、mRNAワクチンを「劇薬レベルの危険性」と断じ、2023年の著書『ワクチン幻想の危機』では「免疫システム破壊」を主張した。2023年3月に『日本文化論年報』に掲載された論文によると、2020年1月から2021年10月に刊行されたCOVID-19ワクチンに関連する陰謀論的な書籍の多くがヒカルランドや共栄書房から出版されており、それらの書籍の半数は大橋眞、飛鳥昭雄、船瀬俊介によって執筆されていた。
講演会や著書を通じて反ワクチンや反マスクの主張を広めている。これらの活動の中で、新型コロナウイルスが確認されていないと述べ、COVID-19ワクチンについて「卵巣への毒性がある」と主張している。

#### 徳島大学との関係
これらの主張について、多数の抗議が徳島大学に寄せられたため、同大学は2020年8月に「本学と雇用関係になく、一連の活動は大橋氏個人が行っているものであり、大橋氏の見解などは本学とは一切関係ない」と声明を発表した。

## 賞歴
- 2006年 - 日本工学教育協会最優秀発表賞[11]。

## 論文
- 大橋 眞 - researchmap
- 大橋 眞 - J-GLOBAL
- 論文一覧（KAKEN、CiNii）
- 日本の研究.com:295849

## 著作

### 単著
- 『PCRは、RNAウイルスの検査に使ってはならない』ヒカルランド、2020年。ISBN 978-4-86471-954-4
- 『北の学校から PCナイ検査が始まった（絵本）』ヒカルランド、2021年。ISBN 978-4864719636
- 『新型コロナとPCR検査の真相：幻のウイルスと偽装感染、抗体より［粘膜免疫］』知玄舎、2021年11月。
- 『新型コロナの真実：あーころりん流れ星だ（絵本）』ヒカルランド、2022年。ISBN 978-4867421130
- 『コロナワクチンのひみつ：ワクチンを受けるかの判断に「さまよう人々」へ（絵本）』ヒカルランド、2022年。
- 『けっきょく、新型コロナとは何だったのか：病原体、検査、そしてワクチンの根本的問題』花伝社、2022年11月。
- 『ワクチン幻想の危機：新型コロナが明らかにしたワクチンの本当の姿』共栄書房、2023年6月。
- 『がんの真実：「患者よ、がんと闘うな」の真相を探る』共栄書房、2024年7月。

### 共著
- 『PCRとコロナと刷り込み：人の頭を支配するしくみ』大橋眞, 細川博司:著、ヒカルランド、2021年。ISBN 978-4-86471-995-7
- 『新型コロナワクチンの闇：厚労省［劇薬に該当］審議結果報告書の意味すること［卵巣が危ない！］』大橋眞, 西田みどり:責任編集、知玄舎、2021年7月。ISBN 978-4-910056-32-6
- 『コロナ騒動で見えてきたこの世の真実：アフターコロナの自律型社会をさぐる』大橋眞, 竹中優太, 鳥居丈寛:著、ヒカルランド、2024年11月。
- 『ウイルスは存在しない！ガンは存在しない！血は骨でつくってない！：もう医療は信じない！』大橋眞, 岡田恒良, 字幕大王:講師, 中村浩三:主催・司会、ヒカルランド、2025年5月。

### 監修
- 『コロナパンデミックは、本当か？：コロナ騒動の真相を探る』スチャリット・バクディ, カリーナ・ライス:著, 鄭基成:訳, 大橋眞:監修・補足、日曜社、2020年。ISBN 978-4-9909696-2-2
- 『計画された! コロナパンデミック：勇気あるドイツ人科学者の告発』スチャリット・バクディ, カリーナ・ライス:著, 鄭基成:訳, 大橋眞:監修、成甲書房、2021年。ISBN 978-4864719957

### 寄稿、分担執筆、等
- 大沢利昭ほか編『免疫学辞典』2版、東京化学同人、2001年。ISBN 480790552X

## 関連人物
- 内海聡
- 武田邦彦
- 藤井聡
- 矢作直樹
- 吉野敏明
- 池田利恵